# Структура Годжа
Структура Годжа ваги {\displaystyle n}, або чиста структура Годжа — об'єкт, що складається з ґратки {\displaystyle H_{\mathbb {Z} }} у дійсному векторному просторі {\displaystyle H_{\mathbb {R} }=H_{\mathbb {Z} }\otimes \mathbb {R} } і розкладання {\displaystyle H_{\mathbb {C} }=\bigoplus _{n}H^{p,\;q}}, де {\displaystyle n=p+q}, комплексного векторного простору {\displaystyle H_{\mathbb {C} }=H_{\mathbb {Z} }\otimes \mathbb {C} }, що називається розкладанням Годжа. При цьому повинна виконуватися умова {\displaystyle {\bar {H}}^{p,\;q}=H^{q,\;p}}, де {\displaystyle {\bar {H}}^{p,\;q}} — комплексне спряження в {\displaystyle H_{\mathbb {C} }=H_{\mathbb {R} }\bigotimes _{\mathbb {R} }\mathbb {C} }.
Інакше, розкладання Годжа можна описати, використовуючи поняття убиваючої фільтрації, або фільтрації Годжа, {\displaystyle F^{r}=\bigoplus _{p\geqslant r}H^{p,\;q}} в {\displaystyle H_{\mathbb {C} }} такої, що {\displaystyle {\bar {F}}^{s}\cap F^{r}=0} при {\displaystyle r+s\neq n}. Тоді підпростори {\displaystyle H^{p,\;q}} відновлюються за формулою {\displaystyle H^{p,\;q}={\bar {F}}^{p}\cap F^{q}}.
Цю структуру в просторі {\displaystyle n}-вимірних когомологій {\displaystyle H^{n}(X,\;\mathbb {C} )} компактного келерового многовиду {\displaystyle X} уперше дослідив Вільям Годж.
В цьому випадку підпростори {\displaystyle H^{p,\;q}} описуються як простори  гармонічних форм типу {\displaystyle (p,\;q)} або як когомології {\displaystyle H^{q}(X,\;\Omega ^{p})} пучків {\displaystyle \Omega ^{p}} голоморфних диференціальних форм.
Фільтрація Годжа в {\displaystyle H^{n}(X,\;\mathbb {C} )} виникає з фільтрації комплексу пучків {\displaystyle \Omega =\sum _{p\geqslant 0}\Omega ^{p}}, {\displaystyle n}-вимірні гіперкогомології якого ізоморфні {\displaystyle H^{n}(X,\;\mathbb {C} )}, підкомплексами виду {\displaystyle \sum _{r\geqslant p}\Omega ^{r}}.